# Opération Popeye
Pour les articles homonymes, voir Popeye (homonymie).
L'opération Popeye était  une opération militaire de guerre météorologique menée par l'armée américaine au moyen d'arme climatologique durant la guerre du Viêt Nam.

## Description
L'opération d’ensemencement des nuages s'est déroulée du 20 mars 1967 au 5 juillet 1972 pour tenter de prolonger la saison de la mousson, en particulier dans les zones du sentier Ho Chi Minh afin d’appuyer les efforts de guerre.
L'ancien secrétaire américain à la Défense, Robert S. McNamara, était conscient que la communauté scientifique internationale pouvait soulever des objections mais a déclaré dans une note au président que de telles objections n'avaient pas servi de base à la prévention des activités militaires considérées être dans l'intérêt de la sécurité nationale américaine.
Le programme de modification chimique du climat a été mené depuis la base aérienne de Udon Thani en Thaïlande en direction du Cambodge, du Laos et du Vietnam et aurait été sponsorisé par le secrétaire d'État Henry Kissinger et la CIA sans l'autorisation du secrétaire à la Défense Melvin Laird qui avait refusé catégoriquement que la météo soit utilisée comme arme tactique.
Durant cette période, l'escadron 54 de reconnaissance météo (en), chargé de cette opération, a mené plus de 2 300 missions de dispersion d'iodure d'argent.

### Sources et bibliographie
- (en) Weather Modification Hearing, United States Senate Subcommittee on Oceans and International Environment of the Committee on Foreign Relations, 20 mars 1974, [lire en ligne] ;
- (en) Edward C. Keefer, Foreign Relations of the United States 1964-1968 Volume XXVII Laos, United States Government Printing Office, 1998.
- (fr) Traduction en français du Mémorandum sur l’opération Popeye, (document original publié sur The Office of the Historian)) Lire en ligne